# Friedhof Kaisersteinbruch

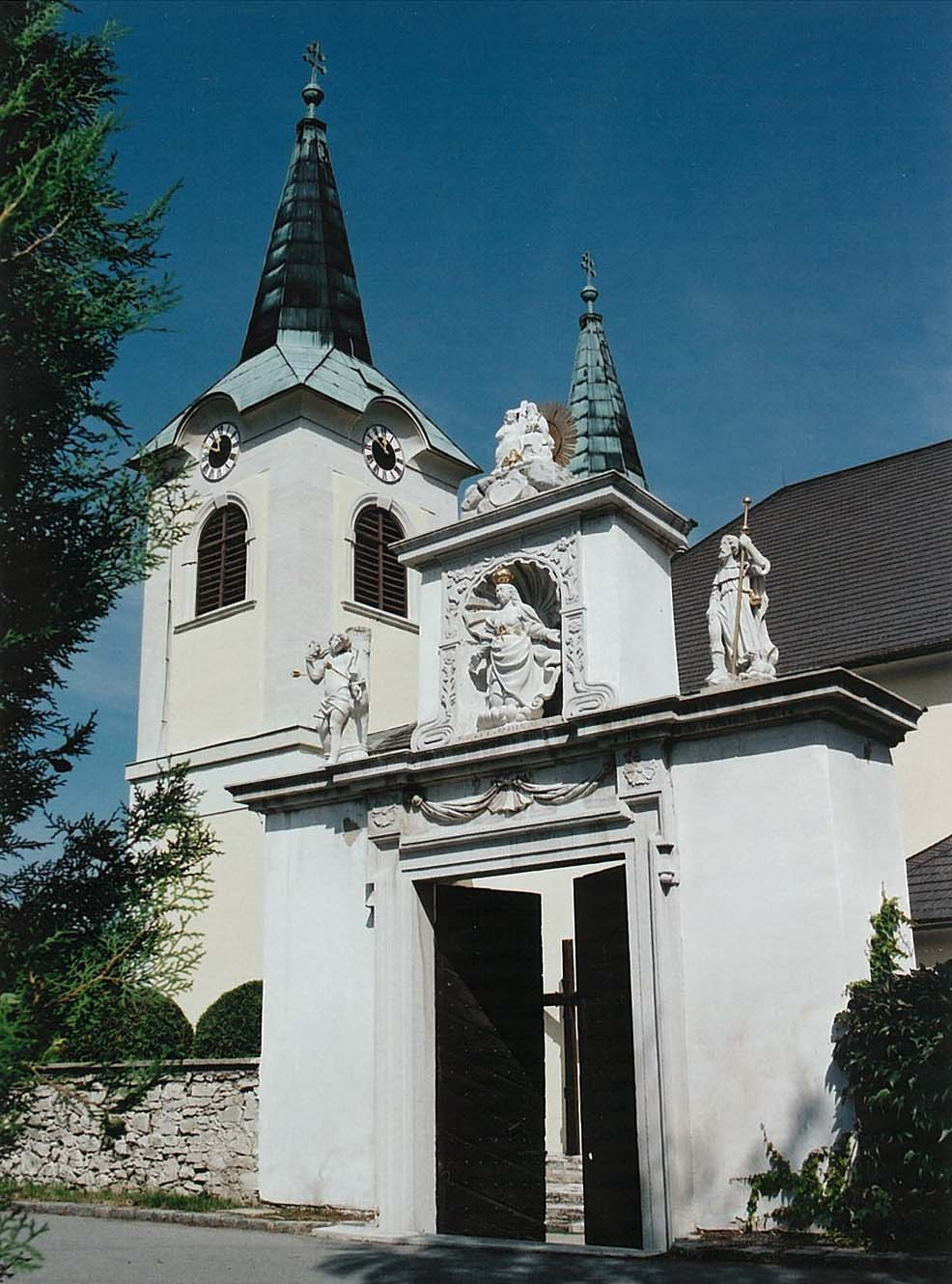
Barockes Hauptportal des Friedhofes in Kaisersteinbruch

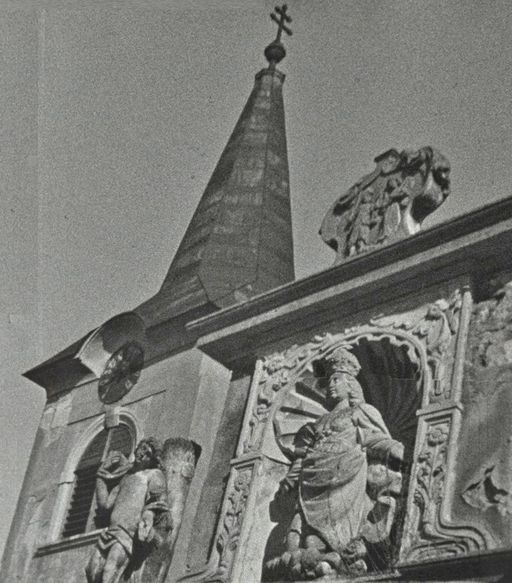
Kirchentor im Originalzustand 1941, im abgesiedelten Dorf. Historische Aufnahme

Der Friedhof Kaisersteinbruch umgibt die Pfarrkirche Kaisersteinbruch in der Ortschaft Kaisersteinbruch in der Gemeinde Bruckneudorf im Bezirk Neusiedl am See im Burgenland. Das Hauptportal zum Kirchenplatz steht unter Denkmalschutz (Listeneintrag).

## Geschichte
Der Friedhof wurde vermutlich gleichzeitig mit der Kirche im 17. Jahrhundert errichtet. Das Hauptportal entstand nach einem Entwurf des Steinmetzmeisters Ambrosius Ferrethi (1628–1696). 1994/1995 wurde das Hauptportal vom Bildhauer Ferenc Gyurcsek restauriert.

## Beschreibung
Der annähernd rechteckige Friedhof ist von einer hohen Friedhofsmauer umgeben. Zahlreiche Grabdenkmäler wurden von ortsansässigen Steinmetzen geschaffen.
Hauptportal
Zwischen zwei hohen gemauerten Pfeilern befindet sich das südseitig liegende Hauptportal. Das Tor mit profilierter Rahmung besteht aus zwei Flügeltüren. Nach oben hin schließt das Portal mit einem Gesims ab. Darüber befindet sich mittig eine Muschelnische mit der Figur der knienden Madonna, die aus Kaiserstein besteht. Gefertigt wurde sie vom Bildhauer Alexius Payos († 1591), flankiert von zwei Figuren aus Sandstein: Links ist der hl. Sebastian von Bildhauer Antonius Pery (1644–1683) dargestellt, rechts der hl. Rochus von Bildhauer Johann Jacob Pock (1604–1651). Bekrönt wird das Hauptportal durch eine Figurengruppe der Heiligen Dreifaltigkeit.